# Субкултура
Субкултура (в буквален превод „подкултура“ – от sub- /sʌb/ (на английски и латински: „под(вид), подчинен, в по-ниска степен“) + култура) в социологията, антропологията и културологията, е група от хора с култура (независимо дали отличима или скрита), която се различава от по-голямата култура, към която принадлежат и например, ако съответната субкултура е характеризирана от систематична опозиция на доминантната култура, тя може да бъде описана като контра-култура.
Субкултурите може да се различават по възраст, етническа принадлежност, класа, местоположение и/или пол. Характеристиките, които определят субкултурите като различни, специфични от общата култура могат да бъдат езикови (специфичен жаргон), естетически, религиозни, политически, сексуални, географски или комбинация от тези или други фактори.
Субкултурите често се определят чрез тяхното противопоставяне на ценностите на по-широката култура, към която те принадлежат, въпреки че тази дефиниция не е универсално призната от теоретиците. Членовете на определена субкултура обикновено показват принадлежността си към нея чрез отличителен и символичен стил. Ето защо изучаването на дадена субкултура често включва изучаването на символиката в дрехите, музиката или други отличителни черти на членовете на субкултурата, както и начините, по които членовете на доминиращата култура интерпретират тези символи. Ако субкултурата се характеризира със системно противопоставяне на ценностите на доминиращата култура, тя може да се определи като контракултура.
Идентификацията на субкултурите може да е затруднена поради присвояване на техния стил (особено облекло и музика) от масовата култура за комерсиални цели. Бизнесът често иска да извлече изгода от разрушителния апел на субкултурите в търсене на „готиното“, което остава все така ценно при продажбите на всеки продукт. Този процес на културно присвояване често може да довете до смъртта или еволюцията на субкултурата, докато членовете ѝ възприемат нови стилове, чужди за доминиращата култура.
Пример за такова присвояване е субкултурата на пънка във Великобритания, чийто отличителен (и първоначално шокиращ) стил на обличане е набързо присвоен от масовата, пазарна мода след като медиите започват да се интересуват от субкултурата. Този цикличен процес осигурява постоянен поток от стилове и идеи, които могат да бъдат присвоени от доминиращата култура с комерсиална цел.